# スピードローダー

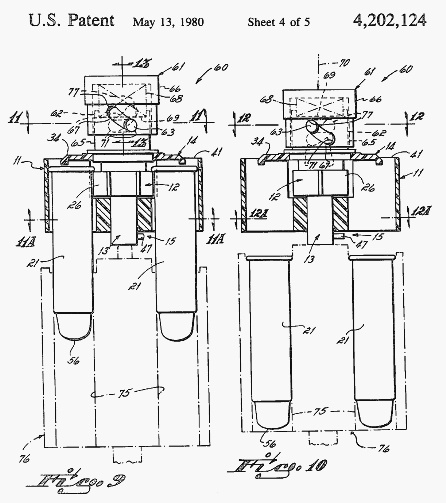
パテント4,202,124における回転式拳銃用スピードローダーの設計図。回転式拳銃のシリンダー内に薬莢が挿入されると自動的に薬莢が解放される構造である。

スピードローダーとは、小火器、または小火器の弾倉へ、消費した弾薬を迅速に装填するために用いる器具である。回転式拳銃用のものをイメージすることが多いが、広くは散弾銃や小銃内に固定されたチューブ型弾倉へ装弾したり、別種のスピードローダーでは箱形弾倉やドラムマガジンに装弾するものも指すことがある。

## 回転式拳銃のスピードローダー

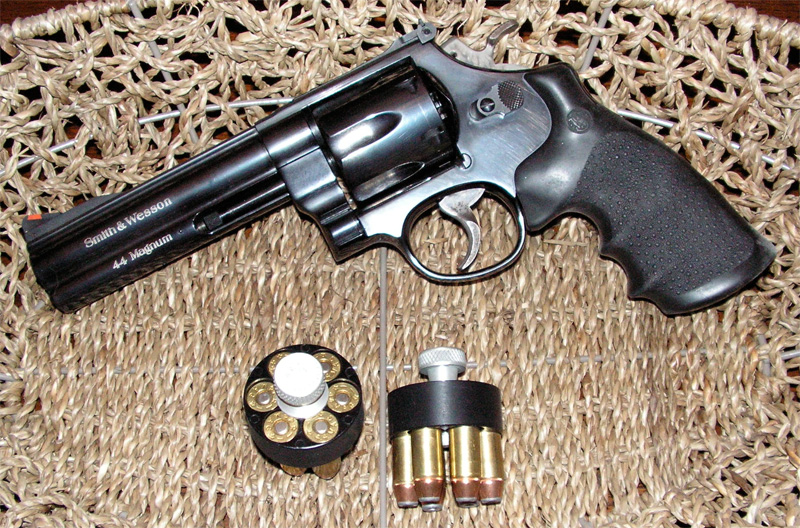
S&W M29とスピードローダー

回転式拳銃のスピードローダーは、安全にシリンダー用の全弾薬をしっかり保持するもので、これは円状に一定間隔を空けて構成されており、全ての薬室へ同時装弾するために用いられる。装填時に弾薬がスピードローダーから開放される仕組みがあり、スピードローダーを外したときには、弾薬はシリンダーの内部へ残される。最も一般的な型のスピードローダーは回転式ラッチを用い、別種の型では弾薬を開かれた側へとスライドさせて外す。また、第三の型ではラッチを持ち、これが押された際に弾薬を開放する。
スイングアウト式および中折れ式の回転式拳銃の排莢については、全ての薬莢を一動作で出来るように設計されているが、スピードローダーが登場する以前の装填は、基本的にダンプポーチや弾薬ポーチ、そのほかの弾入れから弾薬を取り出し、一発ずつ再装填することが普通であった。この場合、かなりの練習を積んでいれなければ、自動式拳銃のように素早く装填することができなかった。
それに対して、回転式拳銃用のスピードローダーによる装填は一動作での装弾が可能となっており、これにより再装填速度を早める効果がある他、回転式拳銃の弾薬の携行が便利になるという利点がある。

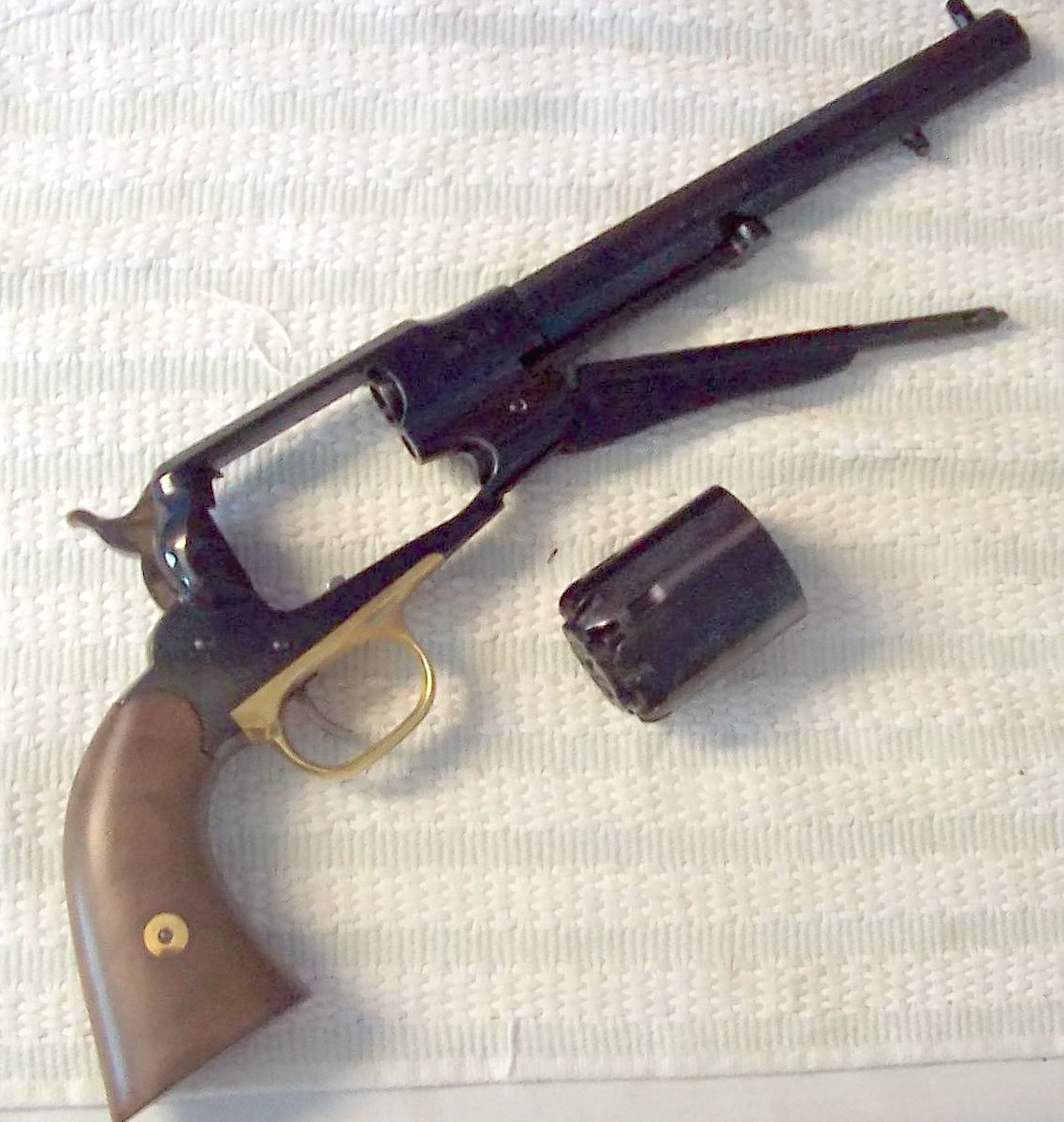
レミントン モデル1858、パーカッション式リボルバーの複製品と、取り外されたシリンダー。

金属薬莢の導入以前の1861年から1873年頃においては、旧式な黒色火薬と球形弾を用いる回転式拳銃の再装填は、複数のシリンダーを用意し、それを予備弾倉代わりに交換することでスピードローダーのような機能をしたとされている。これはパーカッション式リボルバーの再装填は、金属薬莢の弾の再装填より、さらに長く時間のかかるものであり、既に装填を済ませた状態のシリンダーを持ち運ぶことは、銃に再装填する時間を大幅に軽減した。このようなことは主にレミントン社製の回転式拳銃で行われた。この銃のシリンダーはシリンダー・ピンで保持され、簡単に取り外せた。初期のコルト社製回転式拳銃はこれと異なり、くさびとして働くシリンダー・ピンが貫入することで、一緒に保持された。ただこれは史実ではなく、単にリエナクター（歴史再演家）のすることでしかない可能性がある。コルト社やレミントン社の記録には「予備シリンダー」の売り上げの記録が存在しない。シリンダーは銃の中枢部品であり、単なる弾倉よりずっと重く、より以上に高価である。

### ムーンクリップおよびハーフムーンクリップ
ムーンクリップとハーフムーンクリップは、回転式拳銃に.45ACP弾や9mmパラベラム弾といった無起縁式の弾薬を用いるためのスピードローダーである。回転式拳銃は基本的に起縁式の弾薬を用いるよう設計されており、エキストラクターは無起縁式の弾薬を排莢できない。この違いから、排莢には異なる方式が用いられる。ムーンクリップは完全な円状であり、全ての薬室に装弾できるよう弾薬を保持する。ハーフムーンクリップは半円状で、薬室の半数の弾薬を保持する。
しかしムーンクリップは、特にこれに対応する銃として最初に大量生産・普及したM1917で明らかになった問題から多大な不評を買うこととなった。歪みやすく装填困難やシリンダー回転を妨げるトラブルが多発する上、無起縁弾用に設計されたM1917にはエキストラクターが無いため、シリンダーへの薬莢の貼り付きを生じると、前面側から細い棒を突っ込んで空薬莢を叩き出す非常に面倒な作業が必要だった。貼り付き時に適当な棒の持ち合わせが無ければ銃が使用不能に陥りかねないこのリスクから、無起縁の.45ACPを使うためのリボルバーを、ムーンクリップ無しで使用できるよう起縁に改めた.45オートリム弾が開発される本末転倒まで起こってしまう有様で、21世紀現在に到るまで解決できておらず従来形式のリボルバーと起縁カートリッジに取って代われていない。

### スピードストリップ
回転式拳銃におけるスピードローダーの一つの変種として、ビアンキ・インターナショナルからスピードストリップが開発された。ポケットやダンプ・ポーチ内のばらばらの弾丸にとって代るもので、これは6発の弾薬を、再使用可能なネオプレーン製のプラスチック片で固定するものである。これは円状ではなく、直線となっている（後述の写真を参照）。そのため、スピードローダーと違い弾倉へ一回で装填できず、この場合は弾倉へ何回かに分けて弾薬を装填する。また、ストリップから解放された薬室内の弾薬を取り去る働きを持つ。

## 散弾銃と小銃のクイックローダー
回転式拳銃用のスピードローダーがさほど一般的でなかった間、チューブ型弾倉用のスピードローダーはクイックローダーと呼称され、長年に渡り、今と同様に速やかな装填能力を提供していた。この種の最も単純なクイックローダーとは、ヘリ打ち式小銃に用いられたもので、前方から装填するチューブ型弾倉を持つ（前床弾倉）。この場合、クイックローダーは単純な筒状であり、一端を密閉してもう一つの端に口をつけたもので、弾倉の装弾数に応じた弾薬を携行した。弾倉へ装填するには、フォロアーを外し、小銃は上へと傾けられ、筒が弾倉の後端へあてがわれてから口が開かれた。重力によってクイックローダーから弾薬が弾倉内部へと入り込み、クイックローダーはしまわれて、フォロアーが元へ戻される。どのような長さであれ、正しい直径の筒または管に、単純なピンを中央に通して口とするようなクイックローダーであれば、この方法が使えた。商業用のヘリ打ち式クイックローダーはしばしば複数の筒を平行に結合し、回転式の口を一つ設けた。これは複数回の再装填ができるものを持ち運べることとなり、平行に並んでいて弾薬の詰められた次の筒へと口を合わせるだけで準備が済んだ。
散弾銃用のスピードローダーはもう少し複雑で、散弾銃の弾倉は銃の尾部から装填されている（床尾弾倉）。散弾銃用のスピードローダーは通常、装填孔の近くへの特別なブラケットの装着を必要とする。多くのモデルでは、機関部内のトリガーグループを保持するピンと交換して装着しており、これは銃の永久的な改造がなくとも簡易に可能である。このブラケットは、弾薬をスピードローダー外部から弾倉内部へ給弾するにあたり、スピードローダーの筒後端を正しい位置へ保持するのに役立つ。スピードローダーの本体は　内部に溝を切ったプラスチックの筒で構成され、一つのプランジャーが溝に沿って載せられており、弾倉内部へ弾薬を押し込む。装弾数は通常4発から5発であり、散弾銃の実包は70mmの長さを持つ。重力は、弾薬を弾倉のバネの力に対抗しつつ内部へ押し込むような働きには適していない。散弾銃のスピードローダーは、最も一般的には、国際実用射撃連合（ISPC）のような射撃スポーツの、散弾銃競技大会で見られる。

## マガジンローダー

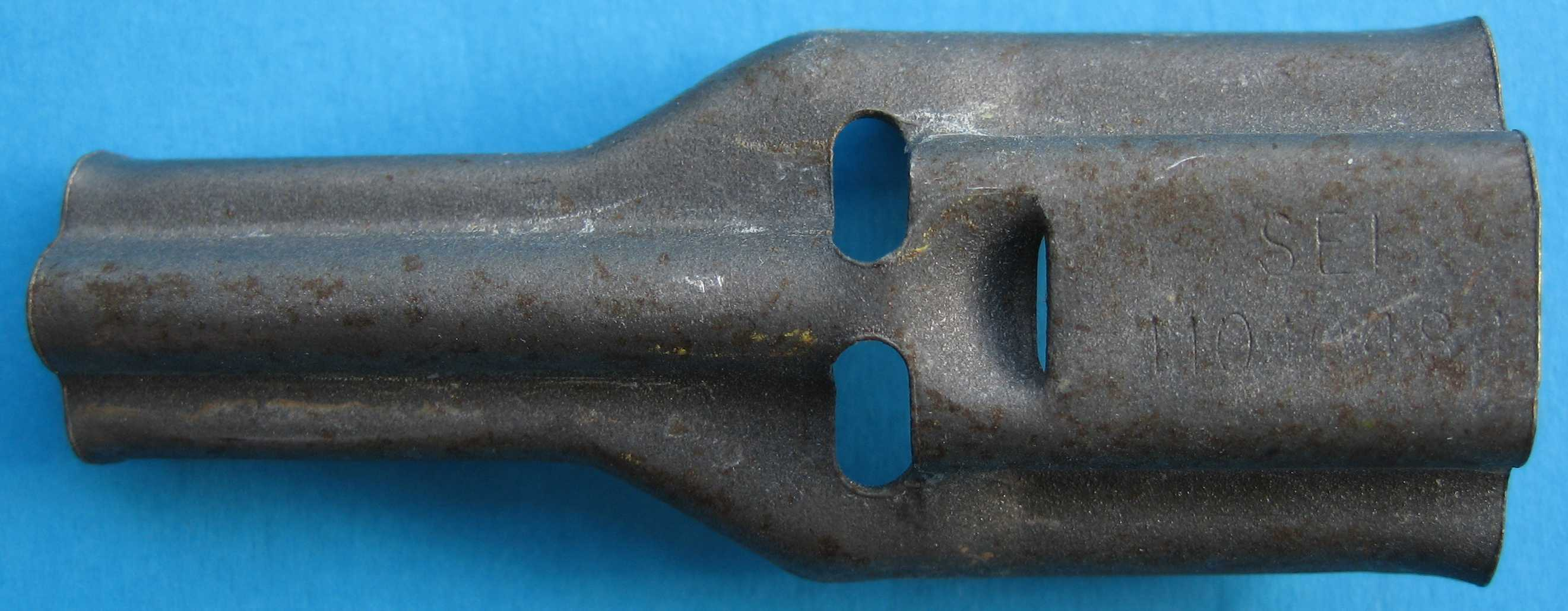
アメリカ陸軍で公式に制定されたM16用のマガジンストリッパークリップガイド。

箱型弾倉、特に多量の装弾数と、それに応じ、弾倉の先端まで弾薬を推進するため高いバネの圧力をもつタイプにおいて、装填の作業は非常に難しいことである。いくつかの器具ではこの問題を簡易にすることができ、これらも時々スピードローダーと呼称されるが、しかしこれらはより広汎にはマガジンローダー、ストリッパークリップ、スプーンもしくはストリッパークリップガイドとして知られている。最も単純なものは安価な装置で、弾倉頂部の弾薬を押し込み、次弾が圧力をかけられることなく部分的に挿入されるものである。こうしたものはサムセーバーと呼ばれ、より速く簡便に装填することができる。また、他の装置も存在する。例えばルガー 10/22のそれのように、ボタンを押すかクランクを回すだけでバラバラの弾薬を受け入れ、弾倉内に弾薬を装填するものである。これらは米ドルにして25ドルから50ドルかかり、高価かつより複雑であるが、弾倉への装弾に要する時間を大いに省くことから、より本来のスピードローダーであると言える。

## ストリッパークリップ
ストリッパークリップは通常、5発から10発程度の弾薬を保持するための器具である。固定されているか取り外されている弾倉に対し、クリップに特別なブラケットを装着し、弾薬を押し込むことで、弾薬の挿入を可能にする。軍用の弾薬はしばしばストリッパークリップ内に保存されている。旧式のボルトアクション式小銃などでは、小銃の作動機構内部にマシンストリッパーを用い、小銃内部に作りつけられた弾倉（中央弾倉）へ直接装填できた。現代の小銃ではガイドかアダプターをストリッパークリップに取り付け、取り外し可能な弾倉に使用する。

## 空気銃、ペイントボール、エアソフトガンのスピードローダー
大部分の連発式空気銃は、これらが自動式拳銃のような外見であっても回転式の作動機構を用い、また最も一般的なスピードローダーは取り外し可能なシリンダーである。空気銃の圧力は十分に低く、射出成形されたプラスチック製のシリンダーでもペレット（弾丸）を保持できる。こうした取り外し可能なシリンダーは、射手がいくつか購入するには十分安価である。空のシリンダーは装填済みの次のものと交換される。ほかの空気銃では全体にカムがつけられたクリップを用いる。これは直列化したリボルバーシリンダーのように作動し、これらのクリップは取り外せ、スピードローダーとして使うには十分安価である。
ペイントボールのマーカーは普通、重力で弾丸を供給する。また、ホッパーはペイントボールの保持に使われる。ペイントボールのマーカーに用いるスピードローダーは、通常ポッドと呼ばれる大きな容器に広い口を備えたものでできており、可能な限り速くホッパーへ補充できるよう設計されている。
別種のペイントボール用マーカーは、ストック型と呼ばれるマーカーであり、これは10発から15発を保持し、水平な供給用チューブで給弾される。これらのマーカーは通常、テンラウンドチューブと呼ばれるような特別な供給口を介して給弾し、これはプラスチック製のシガーチューブと似ている。
エアソフトガンは弾倉やホッパーから給弾される場合がある。ホッパー給弾方式のエアソフトガンのスピードローダーはペイントボール用のスピードローダーと似ている。弾倉を用いるタイプのエアソフトガンは通常、大量のBB弾を受け入れ、ラチェットに付属するプランジャーの繰り返しの押し出しと同時に、バネ式の弾倉へと押し込む。

## 画像

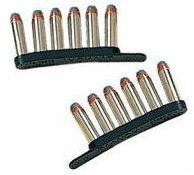
ビアンキ社の回転式拳銃用スピードストリップ。一度に二箇所の薬室への速やかな装填に用いる。
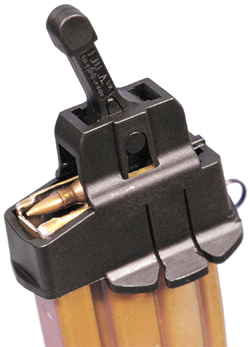
M-16またはAR-15用のLULA。弾倉に装填し、また抜弾する。
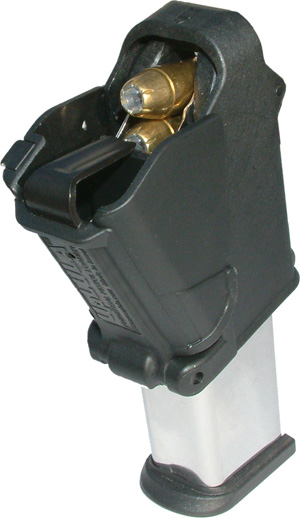
UpLULA。拳銃用弾倉の装填装置。
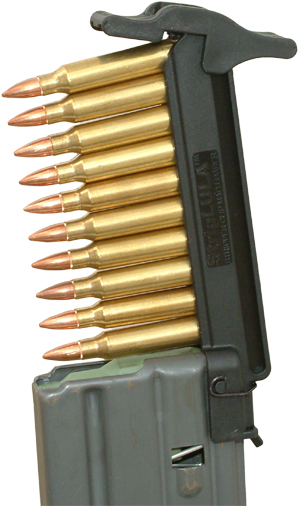
M-16 / AR-15用のStripLULA。弾倉に装填、また抜弾できる。
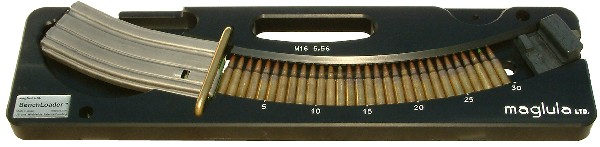
BenchLoader。30発を装填する。
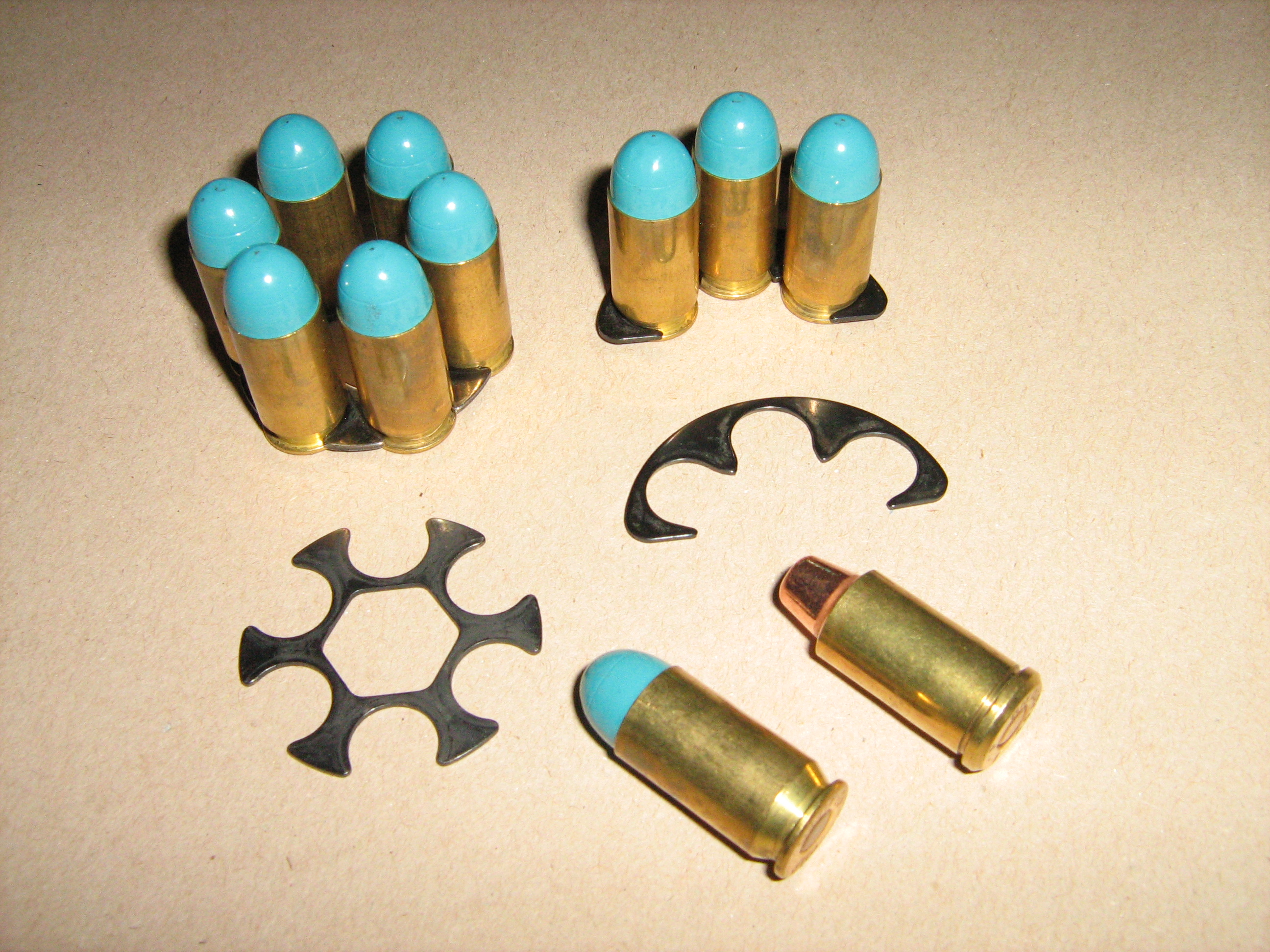
ムーンクリップとハーフムーンクリップ。